# Hits Out of Hell
Hits Out of Hell è un album raccolta di Meat Loaf, pubblicata nel 1984.
Comprende 7 canzoni di Jim Steinman e la hit inedita Modern Girl, composta per Bad Attitude, album che sarebbe uscito nello stesso anno, poco tempo dopo.

## Tracce

### Pubblicazione originale
1. "Bat Out of Hell" (Jim Steinman) - 9:48
2. "Read 'Em and Weep" (Jim Steinman) - 5:25
3. "Dead Ringer for Love" (Jim Steinman) - 4:21
4. "Two out of Three Ain't Bad" (Jim Steinman) - 5:23
5. "Midnight at the Lost and Found" (Meat Loaf / Steve Buslowe / Paul Christie / Dan Peyronel) - 3:31
6. "Modern Girl" (Paul Jacobs / Sarah Durkee) – 4:24
7. "I'm Gonna Love Her for Both of Us" (Jim Steinman) - 7:09
8. "You Took the Words Right Out of My Mouth (Hot Summer Night)" (Jim Steinman) – 5:04
9. "Razor's Edge" (Meat Loaf / Steve Buslowe / Paul Christie / Mark Doyle)- 4:07
10. "Paradise by the Dashboard Light" (Jim Steinman) – 8:28

### Pubblicazione attuale
1. "Bat out of Hell" (Jim Steinman) - 9:48
2. "Read 'Em and Weep" (Jim Steinman) - 5:25
3. "Dead Ringer for Love" (Jim Steinman) - 4:21
4. "Two out of Three Ain't Bad" (Jim Steinman) - 5:23
5. "Midnight at the Lost and Found" (Meat Loaf / Steve Buslowe / Paul Christie / Dan Peyronel) - 3:31
6. "All Revved Up with No Place to Go" (Jim Steinman) – 4:20
7. "I'm Gonna Love Her for Both of Us" (Jim Steinman) - 7:09
8. "You Took the Words Right out of My Mouth (Hot Summer Night)" (Jim Steinman) – 5:04
9. "Razor's Edge" (Meat Loaf / Steve Buslowe / Paul Christie / Mark Doyle)- 4:07
10. "Paradise by the Dashboard Light" (Jim Steinman) – 8:28

## Versione video
Hits out of Hell è anche una raccolta di video musicali di Meat Loaf degli anni settanta e ottanta, che uscì in contemporanea con l'album.

### Tracce
1. "Bat out of Hell"
2. "Read 'Em and Weep"
3. "Two out of Three Ain't Bad"
4. "Razor's Edge"
5. "More than You Deserve"
6. "I'm Gonna Love Her for Both of Us"
7. "If You Really Want To"
8. "You Took the Words Right out of My Mouth (Hot Summer Night)"
9. "Paradise by the Dashboard Light"